# Yellāpur
Yellāpur är en ort i Indien.   Den ligger i distriktet Uttar Kannada och delstaten Karnataka, i den sydvästra delen av landet, 1 500 km söder om huvudstaden New Delhi. Yellāpur ligger 559 meter över havet och antalet invånare är 19 343.
Terrängen runt Yellāpur är huvudsakligen platt, men åt sydväst är den kuperad. Yellāpur ligger uppe på en höjd. Runt Yellāpur är det ganska tätbefolkat, med 65 invånare per kvadratkilometer. Det finns inga andra samhällen i närheten. I omgivningarna runt Yellāpur växer huvudsakligen savannskog.